# Sebastián Rio
Sebastián Rodríguez Rio de La Loza (16 de octubre de 1996, Distrito Federal, México) es un futbolista mexicano, juega como delantero y actualmente se encuentra sin equipo.

## Trayectoria

### Inicios
En el año 2011 llegó a las fuerzas básicas del San Luis FC para formar parte de la categoría Sub-15 con la cual logró disputar dos torneos sumando seis encuentros y logrando una anotación.

### Lobos de San Luis
En el año 2013 se incorpora a Lobos de San Luis de la Tercera División. Su primer juego con el equipo fue el 29 de agosto ante Salamanca FC arrancando de titular y saliendo del cambio al minuto 79'.

### Pacific FC
Para el Apertura 2017 se da su llegada al Pacific FC. Su debut se da el 12 de agosto ante el Santos Laguna Premier arrancando como suplente y entrando de cambio al minuto 76', al final su equipo terminaría cayendo el encuentro por marcador de 0-2.
Semanas después, el 2 de septiembre jugó su segundo partido con el equipo ante el Club Universidad Autónoma de Chihuahua entrando de cambio al minuto 77', el partido terminó empatado a un gol.

## Estadísticas
Actualizado al último partido jugado el 20 de abril de 2019.
| Lobos de San Luis · México                              | 4ª            | 2014          | 28 | 3 | - | - | - | - | 28 | 3 |
| Lobos de San Luis · México                              | Total club    | Total club    | 28 | 3 | - | - | - | - | 28 | 3 |
| Pacific F. C. · México                                  | 3ª            | 2017          | 2  | 0 | - | - | - | - | 2  | 0 |
| Pacific F. C. · México                                  | Total club    | Total club    | 2  | 0 | - | - | - | - | 2  | 0 |
| Total carrera                                           | Total carrera | Total carrera | 30 | 3 | 0 | 0 | 0 | 0 | 30 | 3 |
| (1)Incluye datos de la Copa México. (2)Incluye datos de |               |               |    |   |   |   |   |   |    |   |